# 3-E-Konzept
Das 3-E-Konzept ist ein aus der Öffentlichen Reformverwaltung abgeleitetes Analysemodell zur Prüfung strategischer Aktivitäten von Non-Profit-Organisationen wie beispielsweise gemeinnützige Organisationen und öffentliche Verwaltungen.
Diese Organisationen verfolgen, im Gegensatz zur Wirtschafts-Unternehmen, nicht die Gewinnmaximierung oder die Steigerung des Shareholder-Values, so dass die klassischen betriebswirtschaftlichen Strategie- und Analysewerkzeuge einen unvollständigen Rahmen bieten.
Die drei Faktoren folgen dem „Produktionsprozess“ von öffentlichen Verwaltungen, stellen also Ziele dar, die ausgewogen erreicht werden sollen. Werden sie nicht gleichzeitig erfüllt, gelten die geprüften Aktivitäten, Pläne oder Überlegungen als untauglich. Die drei Es sind:
- Economy (Wirtschaftlichkeit): Je nach Ausgangslage das Ziel mit dem geringsten Einsatz erreichen (Minimalprinzip) oder mit den zur Verfügung stehenden Mitteln das Ziel erreichen (Maximalprinzip). Die erforderlichen Kosten, eine Maßnahme umzusetzen verrät für sich genommen wenig über die Leistung der Organisation.[1]
- Efficiency (Effizienz): Es 'richtig' machen, d. h. wie gut die Dienststellen ihren Input in das Ergebnis umwandeln.
- Effectiveness (Effektivität): Das Richtige machen, d. h. das Ausmaß, in dem Organisationen die angestrebten Ziele erreicht.

Gelegentlich wird auch von 4-E gesprochen, dann wird das 3-E-Konzept um ein viertes E erweitert:
- Equity (Gerechtigkeit, auch Ordnungsmäßigkeit) erweitert: Je nach Organisationsziel gilt es, entweder eine möglichst gerechte Verteilung zu ermöglichen oder die gesetzlichen Vorgaben bestmöglich umzusetzen. Insbesondere bei staatlichen Wohlfahrtseinrichtungen können beide Ziele identisch sein.

andere Quellen fügen statt Equity ein anderes E mit ähnlicher Bedeutung hinzu:
- Equality (Gleichheit): Die (vor dem Gesetz) gleiche Behandlung der Subjekte einer öffentlichen Verwaltung.

Während die ersten drei Punkte sich noch mit den Zielen der gewinnorientierten Unternehmung decken, ist das Ziel der Gerechtigkeit insbesondere mit dem Wirtschaftlichkeitsaspekt schwer in Einklang zu bringen. Ähnliches gilt für die alternativ genannte Gleichheit. Diese Ziele stehen möglicherweise mit anderen Zielen im Konflikt und müssen vorsichtig gegeneinander abgewogen werden.

## Vergleichbare Modelle
Nach George A. Boyne von der University of Cardiff basieren die meisten Bewertungsmodelle für öffentliche Verwaltungen auf einem von zwei Grundmodellen.
- das Economy, Efficiency, Effectiveness-Modell (bekannt als 3-E-Konzept) und
- das Input, Output, Outcomes (IOO) Modell.

Neuere Denkansätze basieren beispielsweise auf
- Best-Value-Model
- Balanced Scorecard nach Robert S. Kaplan und David P. Norton